# Kamikaze girls
Kamikaze girls (japonès: 下妻物語) és una novel·la adaptada a un manga i una pel·lícula japonesa. Ha estat doblada al català.

## Argument
Momoko (Kyoko Fukada) és una noia solitària que viu al seu propi món construït sobre l'època rococó francesa i que té una visió molt particular de les coses i que es vesteix a l'estil lolita, inspirada pel rococó i Versalles. Ha d'exiliar-se amb el seu pare, un bandit de poca volada, al Japó profund; més endavant, hi coneix la que serà la seva inseparable amiga, Ichigo (Anna Tsuchiya) (només Momoko li diu així, perquè Ichigo - que vol dir maduixa en japonès - fa massa "noia prudent" al gust de Ichigo: ho canvia doncs a Ichiko, que vol dir bruixota), membre de les Ponytails, una banda de noies en vespes dirigida per Akimi. Per a això s'inventa una llegenda urbana que la farà sentir important i gràcies a la qual ajuntarà una colla pròpia amb Momoko. A partir d'aquest moment ambdues iniciaran una inseparable amistat que les farà veure el món de forma diferent. Adaptació d'una novel·la de Nobara Takemoto (autor de les novel·les Lolita).

## Repartiment
- Kyōko Fukada: Momoko Ryugasaki
- Anna Tsuchiya: Ichigo Shirayuri
- Hiroyuki Miyasako: el pare de Momoko
- Sadao Abe: Unicorn Ryuji
- Eiko Koike: Akimi
- Shin Yazawa: Miko
- Hirotaro Honda: el cap dels Yakuzas
- Kirin Kiki: l'àvia de Momoko
- Yoshiyoshi Arakawa: l'especier
- Katsuhisa Namase: Pachinko
- Ryoko Shinohara: la mare de Momoko
- Yoshinori Okada: el propietari de la botiga de roba 'Baby, The Stars Shine Bright' (Isobee)